# Sieteleguas

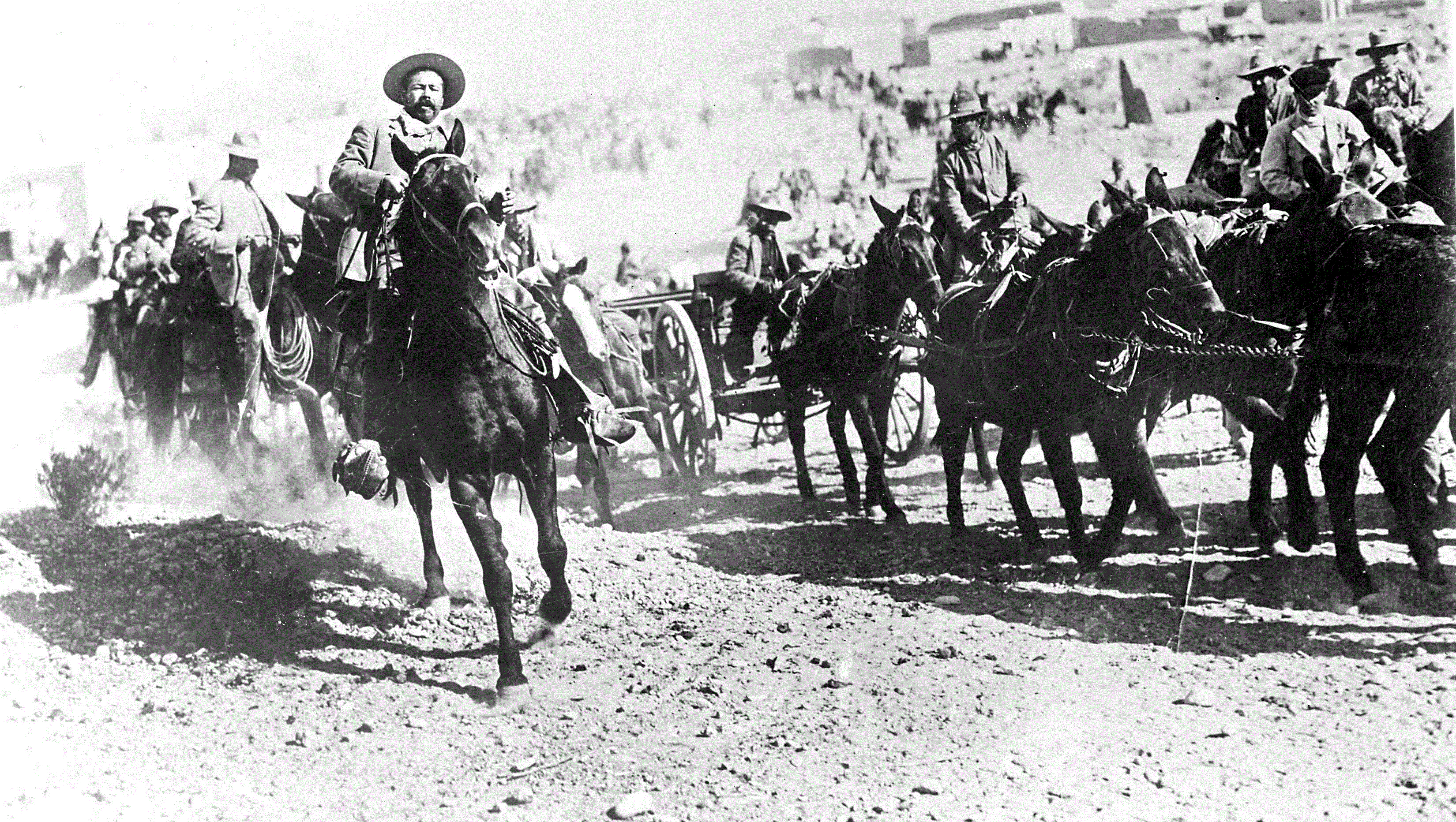
Villa op Sieteleguas

Siete Leguas (Nederlands: Zevenmijl) was het paard van de Mexicaanse revolutionair Pancho Villa.
Het paard was een Arabische merrie en was oorspronkelijk eigendom van Matilde Ramírez, weduwe van Russek. Hoe Villa aan het paard is gekomen is niet zeker; volgens sommigen heeft hij haar gestolen, hoewel hij waarschijnlijk naderhand alsnog vergoeding heeft betaald. In ieder geval was de (vermeende) diefstal de reden dat generaal Victoriano Huerta Villa ter dood liet veroordelen. Hoewel president Francisco I. Madero de veroordeling ongedaan liet maken, kreeg Villa er voor de rest van zijn leven een grondige hekel aan Huerta door.
Sieteleguas was niet Villa's enige paard, maar wel zijn favoriete. Over het paard zijn verschillende liederen bekend.